# Pipeta

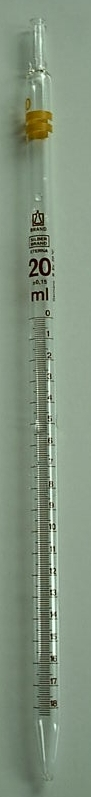
Una pipeta graduada.

Una pipeta és un tub amidat per a mesurar el volum fix o variable del líquid que aboca. Instrument tubular de vidre, o d'altres materials, que omplert de líquid per succió o per immersió, no el deixa anar fins a treure el dit o entra aire al dispositiu (pistó o ventosa, usualment coneguda per la marca comercial usada en genèric PiPump) amb què s'ha obturat el seu extrem superior, i serveix per a transvasar volums coneguts de líquid. És similar a la bureta.
Algunes són de simple anivelli, és a dir que s'anivella una vegada en els zero mil·lilitres o la mesura que correspongui, i després es deixa buidar completament, mentre que d'altres, les denominades de doble anivelli, a més s'haurà d'anivellar en arribar a l'última marca. L'avantatge d'aquestes últimes és que no perden la precisió si se'ls trenca la punta cònica. Depenent del seu volum, les pipetes tenen un límit d'error.
Com tot material ha de ser net abans de ser utilitzat i és important que mentre estigui sent usat amb un reactiu o mostra deixar-lo al recipient per evitar confondre'l amb un altre. A més, a l'ésser un material volumètric no l'hi ha de sotmetre a canvis bruscos ni a altes temperatures.
S'introdueix la pipeta (amb la punta cònica per a baix) al recipient del qual es desitja treure un volum determinat de mostra.
Es col·loca una propipeta o una de perita a la punta lliure i es fa ascendir el líquid per sobre de l'aforament superior.
Ràpidament es gradua amb la propipeta o es treu la perita col·locant el dit índex obturant la punta, per evitar que descendeixi.
Es disminueix de manera lleu i lentament la pressió exercida pel dit, fins que el líquid comenci a descendir. Es torna a pressionar quan el menisc del líquid va arribar a 0. Si el líquid va descendir massa, es comença novament.
Es trasllada la pipeta al recipient destinació|destí.
Es disminueix novament la pressió del dit fins a arribar a la quantitat de mil·lilitres necessaris.
En el cas de les pipetes de simple anivelli, per buidar-la completament es treu el dit completament i es deixa caure. Però no s'ha de forçar la caiguda de les últimes gotes, sinó que aquestes han de quedar a la punta cònica de la pipeta.

## Tipus

### Pipeta graduada
Són les que tenen diverses divisions al llarg del tub. En la seva part superior es troben les següents indicacions:
- Volum total de la pipeta.
- Volum entre dues línies de graduació.
Existeixen dos tipus de pipetes graduades:
- Les pipetes on les seves graduacions arriben fins a l'extrem inferior. El volum total que es pot mesurar en elles és el que hi ha des de la línia "0" i l'extrem inferior de la pipeta.
- Les pipetes on les seves graduacions no arriben fins a l'extrem inferior. En aquestes pipetes el volum total és el que hi ha entre la línia "0" i l'última línia de l'extrem inferior.

### Pipeta aforada o volumètrica
Són les que tenen un sol senyal d'enrasament que marca la seva capacitat. Serveixen per mesurar volums amb gran precisió.
Existeixen dos tipus de pipetes aforades:
- Amb una línia de graduació. Després de buidar el seu contingut s'ha de deixar que s'eixugui d'entre 15 a 45 segons i que l'última gota rellisqui per la paret del recipient. Mai s'ha de bufar dins la pipeta.
- Pipetes amb dues línies de graduació. Són més precises però requereixen mans més expertes.